# Euryglossinae
Euryglossinae is een onderfamilie van vliesvleugelige insecten uit de familie Colletidae.

## Geslachten
(Indicatie van aantallen soorten per geslacht tussen haakjes)
- Brachyhesma  (41)
- Callohesma  (34)
- Dasyhesma  (21)
- Euhesma  (85)
- Euryglossa  (38)
- Euryglossina  (71)
- Euryglossula  (7)
- Heterohesma  (2)
- Hyphesma  (7)
- Melittosmithia  (4)
- Pachyprosopis  (24)
- Sericogaster  (1)
- Stenohesma  (1)
- Tumidihesma  (2)
- Xanthesma  (48)